# Bad Wimpfen
Bad Wimpfen egy  kisváros Németországban a Neckar folyó partján, Baden-Württemberg tartományban. A turisták kedvelik a német borok és a kellemes üdülőrészlege miatt.

## Fekvése
Németország délnyugati részén, Baden-Württemberg szövetségi tartományban, Heilbronn várostól 15 km-re északra található. A városon áthaladó folyó a Neckar. A Bad Wimpfen két fontosabb részből áll. Ezen kívül hozzátartozik még a tőle 4 km-re északabbra fekvő Hohenstadt is.

### Környező települések
- Bad Rappenau, Offenau, Bad Friedrichshall, Untereisesheim és Neckarsulm.

## Története

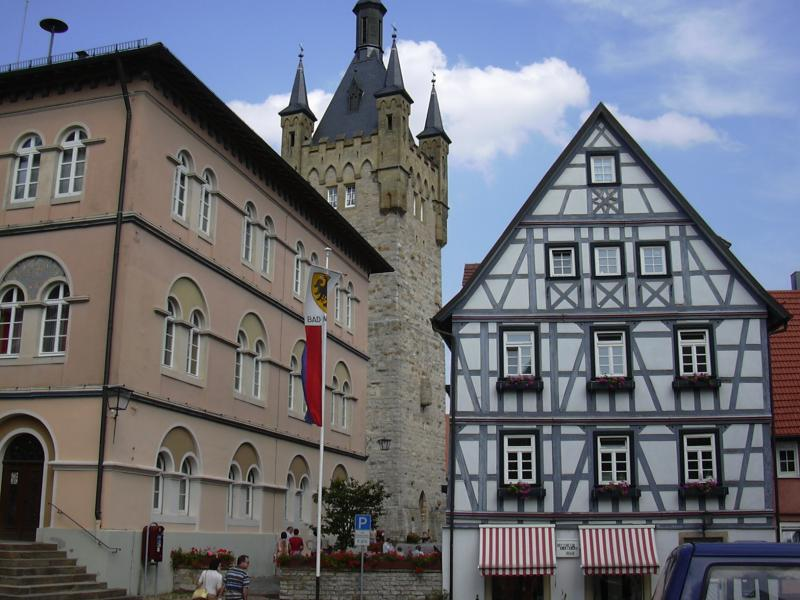
A városháza, háttérben a Kék Toronnyal

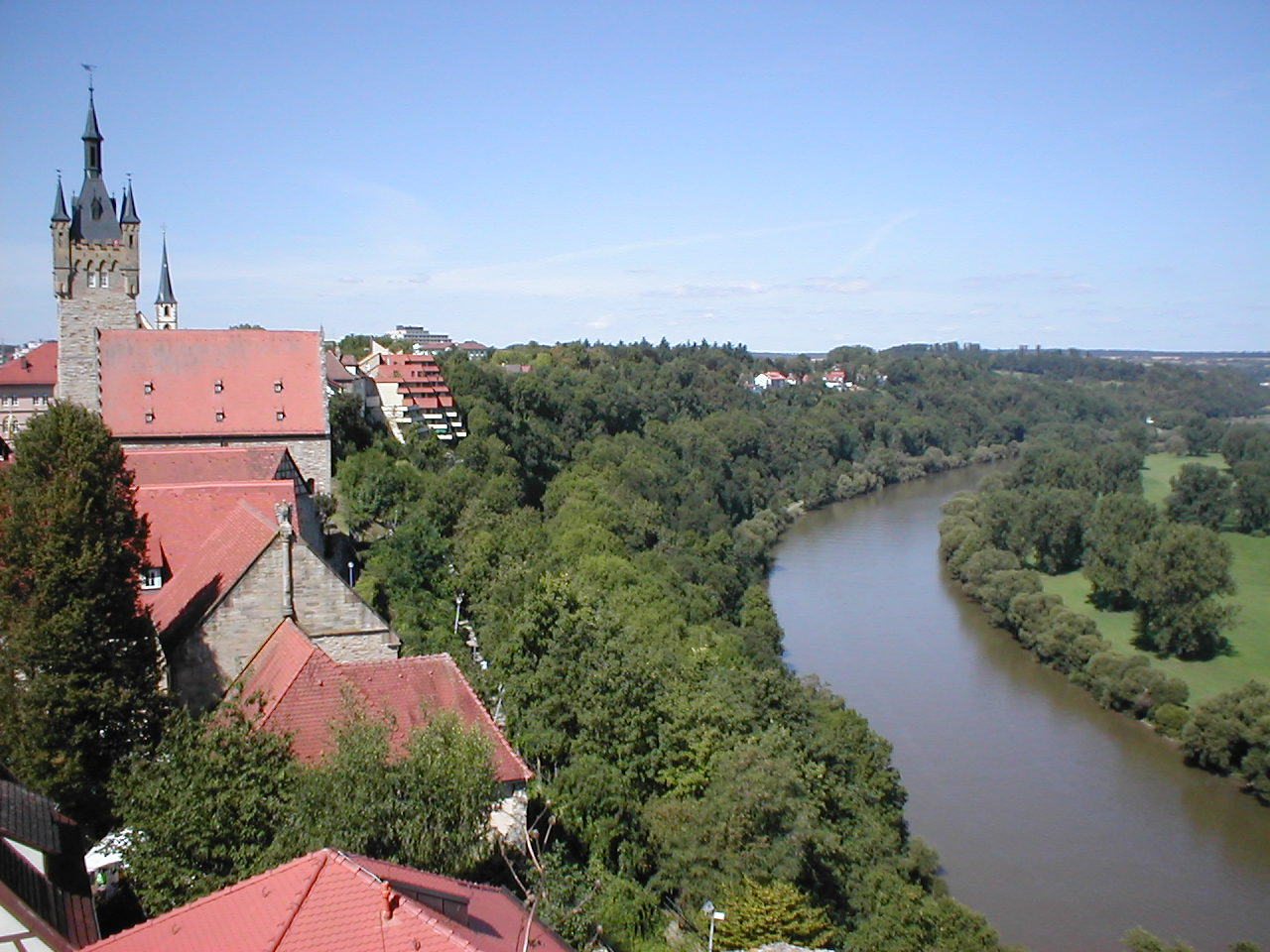
A Neckar mentén

Az ókorban először kelták lakták. Kr. u. 98 körül Domitianus római császár elfoglalta a területet. A rómaiak erődrendszert építettek a város köré, amely határvédő településként szolgált. Hamarosan sorra telepedtek le itt kereskedők és kézművesek. Bad Wimpfen később elveszítette katonai jelentőségét a birodalom északabbra terjeszkedésével. Az 5. században a frankok kezére került. Ekkortájt kezdett el elterjedni ezen a vidéken a keresztény vallás. I. Ottó frank császár idején építették ki a város piacterét és vásárokat kezdtek tartani. A 9. században a kalandozások során a magyarok is eljutottak idáig. Később Barbarossa Frigyes császári palotát(Staufer Platz Wimpfen) építtetett a városba. A Staufer Pfalz Wimpfen a legnagyobb fennmaradt császári palota az Alpoktól északra. A leghosszabb oldala körülbelül 215 m, szélessége mintegy 88 m. A kastély tornya, a Kék Torony a 20. században  kilátóként szolgált. Az 58 m magas Kék Torony lett egyben a város jelképe is. a 13. században Richard Deidesheim vezetése által helyreállították az apátsági templomot, az akkori gótikus stílusban. Ezzel egy időben domonkos kolostort is alapítottak a városban.Wimpfen a 16. században a reformáció fellegvára volt. Egyre inkább kezdett megjelenni a protestáns és az evangélikus keresztény vallás. 1618-ban kitört a harmincéves háború, mely alatt a lakosság megtizedelődött és számos épület elpusztult. Két századdal ezután, 1871-ben már az egységes Német Birodalomhoz tartozott. A második világháború után Nyugat-Németországhoz tartozott.

## Címere
A címere (németül Wappen) sárga alapú. Rajta egy fekete sas látható, mely egy aranykulcsot tart a csőrében. Ugyanazok a színek találhatóak meg benne, mint Németország zászlajában és címerében.